# Skrytá identita
Skrytá identita je americký kriminální film z roku 2006 a remake hongkongského filmu Volavka z roku 2002. Natočil ho Martin Scorsese, scénář napsal William Monahan a hrají v něm Leonardo DiCaprio, Matt Damon, Jack Nicholson, Mark Wahlberg, Martin Sheen, Ray Winstone, Vera Farmiga a Alec Baldwin. Vyhrál čtyři Oscary, např. za nejlepší film a nejlepší režii.

## Děj
Děj se odehrává v Bostonu v Massachusetts, kde šéf irského gangu Francis "Frank" Costello (Jack Nicholson) pošle Colina Sullivana (Matt Damon) k massachusettské státní policii, aby pro něj dělal informátora. Ve stejné době policie pošle tajného policistu Billyho Costigana (Leonardo DiCaprio), aby se infiltroval do Costellova gangu. Když si obě strany uvědomí, jak se věci mají, každý z těchto dvou mužů se snaží co nejrychleji odhalit pravou identitu toho druhého.

## Obsazení
| Leonardo DiCaprio | William "Billy" Costigan        |
| Matt Damon        | seržant Colin Sullivan          |
| Jack Nicholson    | Frank Costello                  |
| Mark Wahlberg     | seržant Sean Dignam             |
| Martin Sheen      | kapitán Oliver Charles Queenan  |
| Vera Farmiga      | dr. Madolyn Madden              |
| Ray Winstone      | Arnold French                   |
| Alec Baldwin      | kapitán George Ellerby          |
| Anthony Anderson  | strážník Brown                  |
| James Badge Dale  | strážník Barrigan               |
| David O'Hara      | "Fitzy" Fitzgibbons             |
| Mark Rolston      | Timothy Delahunt                |
| Kevin Corrigan    | Sean                            |
| Robert Wahlberg   | speciální agent FBI Frank Lazio |

## Přijetí

### Tržby
Film vydělal 132,4 milionů dolarů v Severní Americe a Kanadě a 157,5 milionů dolarů v ostatních oblastech, celkově tak vydělal 389,8 milionů dolarů po celém světě. Rozpočet filmu činil 90milionů dolarů. Za první víkend promítání vydělal 26,9 milionů dolarů.

### Recenze
Film získal pozitivní recenze od kritiků. Na recenzní stránce Rotten Tomatoes získal z 266 započtených recenzí 91 procent s průměrným ratingem 8,2 bodů z deseti. Na serveru Metacritic snímek získal z 39 recenzí 86 bodů ze sta. Na stránce CinemaScore diváci udělili známku 1- na škále 1+ až 5. Na Česko-Slovenské filmové databázi si snímek drží 86 % a je 166. nejlepším filmem a 142. nejoblíbenějším filmem.

### Nominace a ocenění
| Ocenění                                              | Kategorie                                           | Nominovaný | Výsledek  |
| ---------------------------------------------------- | --------------------------------------------------- | --- | --------- |
| Oscar                                                | Nejlepší režie                                      | Martin Scorsese | vítězství |
| Oscar                                                | Nejlepší střih                                      | Thelma Schoonmaker | vítězství |
| Oscar                                                | Nejlepší film                                       | Graham King | vítězství |
| Oscar                                                | Nejlepší adaptovaný scénář                          | William Monahan | vítězství |
| Oscar                                                | Nejlepší mužský herecký výkon ve vedlejší roli      | Mark Wahlberg | nominace  |
| African-American Film Critics Awards                 | Nejlepších deset filmů                              | Skrytá identita | 3. místo  |
| American Cinema Editors Awards                       | Nejlepší střih – dramatický film                    | Thelma Schoonmaker | vítězství |
| Art Directors Guild Awards                           | Nejlepší výprava                                    | Skrytá identita | nominace  |
| Austin Film Critics Association Awards               | Nejlepší mužský herecký výkon v hlavní roli         | Leonardo DiCaprio | vítězství |
| Austin Film Critics Association Awards               | Nejlepší mužský herecký výkon ve vedlejší roli      | Jack Nicholson | vítězství |
| Boston Society of Film Critics Awards                | Nejlepší režie                                      | Martin Scorsese | vítězství |
| Boston Society of Film Critics Awards                | Nejlepší film                                       | Skrytá identita | vítězství |
| Boston Society of Film Critics Awards                | Nejlepší scénář                                     | William Monahan | vítězství |
| Boston Society of Film Critics Awards                | Nejlepší obsazení                                   | Skrytá identita | 2. místo  |
| Boston Society of Film Critics Awards                | Nejlepší mužský herecký výkon ve vedlejší roli      | Mark Wahlberg | vítězství |
| Boston Society of Film Critics Awards                | Nejlepší mužský herecký výkon ve vedlejší roli      | Martin Sheen | 2. místo  |
| Boston Society of Film Critics Awards                | Nejlepší mužský herecký výkon ve vedlejší roli      | Alec Baldwin | 2. místo  |
| Filmová cena Britské akademie                        | Nejlepší mužský herecký výkon v hlavní roli         | Leonardo DiCaprio | nominace  |
| Filmová cena Britské akademie                        | Nejlepší režie                                      | Martin Scorsese | nominace  |
| Filmová cena Britské akademie                        | Nejlepší střih                                      | Thelma Schoonmaker | nominace  |
| Filmová cena Britské akademie                        | Nejlepší film                                       | Graham King Brad Pitt Brad Grey | nominace  |
| Filmová cena Britské akademie                        | Nejlepší adaptovaný scénář                          | William Monahan | nominace  |
| Filmová cena Britské akademie                        | Nejlepší mužský herecký výkon ve vedlejší roli      | Jack Nicholson | nominace  |
| Critics' Choice Movie Award                          | Nejlepší mužský herecký výkon v hlavní roli         | Leonardo DiCaprio | nominace  |
| Critics' Choice Movie Award                          | Nejlepší obsazení                                   | Skrytá identita | nominace  |
| Critics' Choice Movie Award                          | Nejlepší skladatel                                  | Howard Shore | nominace  |
| Critics' Choice Movie Award                          | Nejlepší režie                                      | Martin Scorsese | vítězství |
| Critics' Choice Movie Award                          | Nejlepší film                                       | Skrytá identita | vítězství |
| Critics' Choice Movie Award                          | Nejlepší mužský herecký výkon ve vedlejší roli      | Jack Nicholson | nominace  |
| Critics' Choice Movie Award                          | Nejlepší scenárista                                 | William Monahan | nominace  |
| Central Ohio Film Critics Association Awards         | Nejlepší režie                                      | Martin Scorsese | vítězství |
| Central Ohio Film Critics Association Awards         | Nejlepší mužský herecký výkon v hlavní roli         | Leonardo DiCaprio | vítězství |
| Central Ohio Film Critics Association Awards         | Nejlepší obsazení                                   | Skrytá identita | vítězství |
| Central Ohio Film Critics Association Awards         | Nejlepší adaptovaný scénář                          | William Monahan | vítězství |
| Central Ohio Film Critics Association Awards         | Nejlepší film                                       | Skrytá identita | 2. místo  |
| Central Ohio Film Critics Association Awards         | Nejlepší mužský herecký výkon v hlavní roli         | Leonardo DiCaprio | 2. místo  |
| Chicago Film Critics Association Awards              | Nejlepší mužský herecký výkon v hlavní roli         | Leonardo DiCaprio | nominace  |
| Chicago Film Critics Association Awards              | Nejlepší kamera                                     | Michael Ballhaus | nominace  |
| Chicago Film Critics Association Awards              | Nejlepší režie                                      | Martin Scorsese | vítězství |
| Chicago Film Critics Association Awards              | Nejlepší film                                       | Skrytá identita | vítězství |
| Chicago Film Critics Association Awards              | Nejlepší adaptovaný scénář                          | William Monahan | vítězství |
| Chicago Film Critics Association Awards              | Nejlepší mužský herecký výkon ve vedlejší roli      | Jack Nicholson | nominace  |
| Dallas-Fort Worth Film Critics Association Awards    | Nejlepší režie                                      | Martin Scorsese | vítězství |
| Dallas-Fort Worth Film Critics Association Awards    | Nejlepší film                                       | Skrytá identita | 2. místo  |
| Dallas-Fort Worth Film Critics Association Awards    | Nejlepší mužský herecký výkon v hlavní roli         | Leonardo DiCaprio | 2. místo  |
| Dallas-Fort Worth Film Critics Association Awards    | Nejlepších deset filmů                              | Skrytá identita | 2. místo  |
| Directors Guild of America Awards                    | Nejlepší režie – film                               | Martin Scorsese | vítězství |
| Empire Awards                                        | Nejlepší thriller                                   | Skrytá identita | vítězství |
| Empire Awards                                        | Nejlepší mužský herecký výkon v hlavní roli         | Leonardo DiCaprio | nominace  |
| Empire Awards                                        | Nejlepší režie                                      | Martin Scorsese | nominace  |
| Empire Awards                                        | Objev roku – herečka                                | Vera Farmiga | nominace  |
| Empire Awards                                        | Nejlepší film                                       | Skrytá identita | nominace  |
| Empire Awards                                        | Nejlepší scénář                                     | Skrytá identita | nominace  |
| Florida Film Critics Circle Awards                   | Nejlepší režie                                      | Martin Scorsese | vítězství |
| Florida Film Critics Circle Awards                   | Nejlepší film                                       | Skrytá identita | vítězství |
| Florida Film Critics Circle Awards                   | Nejlepší scénář                                     | William Monahan | vítězství |
| Florida Film Critics Circle Awards                   | Nejlepší mužský herecký výkon ve vedlejší roli      | Jack Nicholson | vítězství |
| Zlatý glóbus                                         | Nejlepší mužský herecký výkon v hlavní roli – drama | Leonardo DiCaprio | nominace  |
| Zlatý glóbus                                         | Nejlepší režie – film                               | Martin Scorsese | vítězství |
| Zlatý glóbus                                         | Nejlepší film – drama                               | Skrytá identita | nominace  |
| Zlatý glóbus                                         | Nejlepší scénář – film                              | William Monahan | nominace  |
| Zlatý glóbus                                         | Nejlepší mužský herecký výkon ve vedlejší roli      | Jack Nicholson | nominace  |
| Zlatý glóbus                                         | Nejlepší mužský herecký výkon ve vedlejší roli      | Mark Wahlberg | nominace  |
| Cena Grammy                                          | Nejlepší soundtrack                                 | Howard Shore | nominace  |
| International Cinephile Society                      | Nejlepší film                                       | Skrytá identita | 2. místo  |
| International Cinephile Society                      | Nejlepší mužský herecký výkon                       | Leonardo DiCaprio | vítězství |
| International Cinephile Society                      | Nejlepší obsazení                                   | Skrytá identita | vítězství |
| International Cinephile Society                      | Nejlepší adaptovaný scénář                          | William Monahan | vítězství |
| Iowa Film Critics Association Awards                 | Nejlepší režie                                      | Martin Scorsese | vítězství |
| Irish Film and Television Awards                     | Nejlepší mezinárodní film                           | Skrytá identinta | nominace  |
| Irish Film and Television Awards                     | Nejlepší mezinárodní herec                          | Leonardo DiCaprio | vítězství |
| Kansas City Film Critics Circle Awards               | Nejlepší adaptovaný scénář                          | William Monahan | vítězství |
| Las Vegas Film Critics Society Awards                | Nejlepší režie                                      | Martin Scorsese | vítězství |
| Las Vegas Film Critics Society Awards                | Nejlepší střih                                      | Thelma Schoonmaker | vítězství |
| Las Vegas Film Critics Society Awards                | Nejlepší film                                       | Skrytá identinta | vítězství |
| London Film Critics Circle Awards                    | Nejlepší režie                                      | Martin Scorsese | nominace  |
| London Film Critics Circle Awards                    | Nejlepší britský producent                          | Graham King | nominace  |
| London Film Critics Circle Awards                    | Nejlepší film                                       | Skrytá identinta | nominace  |
| Filmová cena MTV                                     | Nejlepší zloduch                                    | Jack Nicholson | vítězství |
| National Board of Review                             | Nejlepších deset filmů                              | Skrytá identinta | vítězství |
| National Board of Review                             | Nejlepší obsazení                                   | Anthony Anderson, Alec Baldwin, Matt Damon, Leonardo DiCaprio, Vera Farmiga, Jack Nicholson, Martin Sheen, Mark Wahlberg, Ray Winstone | vítězství |
| National Board of Review                             | Nejlepší režie                                      | Martin Scorsese | vítězství |
| New York Film Critics Circle Awards                  | Nejlepší režie                                      | Martin Scorsese | vítězství |
| New York Film Critics Circle Awards                  | Nejlepší film                                       | Skrytá identinta | nominace  |
| New York Film Critics Circle Awards                  | Nejlepší scénář                                     | William Monahan | nominace  |
| National Society of Film Critics Awards              | Nejlepší režie                                      | Martin Scorsese | 2. místo  |
| National Society of Film Critics Awards              | Nejlepší mužský herecký výkon ve vedlejší roli      | Mark Wahlberg | vítězství |
| Oklahoma Film Critics Circle Awards                  | Nejlepší film                                       | Skry | 2. místo  |
| Oklahoma Film Critics Circle Awards                  | Nejlepší režie                                      | Martin Scorsese | vítězství |
| Online Film Critics Society Awards                   | Nejlepší mužský herecký výkon v hlavní roli         | Leonardo DiCaprio | nominace  |
| Online Film Critics Society Awards                   | Nejlepší režie                                      | Martin Scorsese | vítězství |
| Online Film Critics Society Awards                   | Nejlepší střih                                      | Thelma Schoonmaker | nominace  |
| Online Film Critics Society Awards                   | Nejlepší film                                       | Skrytá identinta | nominace  |
| Online Film Critics Society Awards                   | Nejlepší adaptovaný scénář                          | William Monahan | nominace  |
| Online Film Critics Society Awards                   | Nejlepší mužský herecký výkon ve vedlejší roli      | Jack Nicholson | nominace  |
| Online Film Critics Society Awards                   | Nejlepší mužský herecký výkon ve vedlejší roli      | Mark Wahlberg | nominace  |
| Producers Guild of America Awards                    | Nejlepší producent – film                           | Graham King | nominace  |
| Phoenix Film Critics Society Awards                  | Nejlepší režie                                      | Martin Scorsese | vítězství |
| Phoenix Film Critics Society Awards                  | Nejlepší střih                                      | Thelma Schoonmaker | vítězství |
| Phoenix Film Critics Society Awards                  | Nejlepší mužský herecký výkon ve vedlejší roli      | Jack Nicholson | vítězství |
| Phoenix Film Critics Society Awards                  | Nejlepší adaptovaný scénář                          | William Monahan | vítězství |
| Satellite Awards                                     | Nejlepší obsazení – film                            | Skrytá identinta | vítězství |
| Satellite Awards                                     | Nejlepší režie                                      | Martin Scorsese | nominace  |
| Satellite Awards                                     | Nejlepší film – drama                               | Skrytá identinta | vítězství |
| Satellite Awards                                     | Nejlepší adaptovaný scénář                          | William Monahan | vítězství |
| Satellite Awards                                     | Nejlepší mužský herecký výkon ve vedlejší roli      | Leonardo DiCaprio | vítězství |
| Satellite Awards                                     | Nejlepší mužský herecký výkon ve vedlejší roli      | Jack Nicholson | nominace  |
| Cena Saturn                                          | Nejlepší akční/dobrodružný/thrillerový film         | Skrytá identinta | nominace  |
| Screen Actors Guild                                  | Nejlepší obsazení – film                            | Anthony Anderson, Alec Baldwin, Matt Damon, Leonardo DiCaprio, Vera Farmiga, Jack Nicholson, Martin Sheen, Mark Wahlberg, Ray Winstone | nominace  |
| Screen Actors Guild                                  | Nejlepší mužský herecký výkon ve vedlejší roli      | Leonardo DiCaprio | nominace  |
| Southeastern Film Critics Association Awards         | Nejlepší režie                                      | Martin Scorsese | vítězství |
| Southeastern Film Critics Association Awards         | Nejlepší film                                       | Skrytá identinta | vítězství |
| Southeastern Film Critics Association Awards         | Nejlepší adaptovaný scénář                          | Skrytá identinta | vítězství |
| St. Louis Film Critics Association Awards            | Nejlepší film                                       | Skrytá identinta | vítězství |
| St. Louis Film Critics Association Awards            | Nejlepší režie                                      | Martin Scorsese | vítězství |
| St. Louis Film Critics Association Awards            | Nejlepší mužský herecký výkon v hlavní roli         | Leonardo DiCaprio | nominace  |
| St. Louis Film Critics Association Awards            | Nejlepší mužský herecký výkon ve vedlejší roli      | Jack Nicholson | nominace  |
| St. Louis Film Critics Association Awards            | Nejlepší scénář                                     | William Monahan | nominace  |
| St. Louis Film Critics Association Awards            | Nejlepší kamera                                     | Michael Ballhaus | nominace  |
| Toronto Film Critics Association Awards              | Nejlepší režie                                      | Martin Scorsese | nominace  |
| Toronto Film Critics Association Awards              | Nejlepší film                                       | Skrytá identinta | nominace  |
| Toronto Film Critics Association Awards              | Nejlepší mužský herecký výkon ve vedlejší roli      | Mark Wahlberg | nominace  |
| Toronto Film Critics Association Awards              | Nejlepší scénář                                     | William Monahan | nominace  |
| Utah Film Critics Association Awards                 | Nejlepší film                                       | Skrytá identinta | 2. místo  |
| Utah Film Critics Association Awards                 | Nejlepší mužský herecký výkon ve vedlejší roli      | Mark Wahlberg | 2. místo  |
| Washington D.C. Area Film Critics Association Awards | Nejlepší režie                                      | Martin Scorsese | vítězství |
| Writers Guild of America Awards                      | Nejlepší adaptovaný scénář                          | William Monahan | vítězství |